# 糸満市立糸満中学校
糸満市立糸満中学校（いとまんしりつ いとまんちゅうがっこう）は、沖縄県糸満市字糸満にある市立中学校。糸満市内の公立中学校で、2018年に創立70周年を迎えた。2020年度より、制服選択制度を導入する。また、SDGにも積極的に参加し、特別授業等が行われている。校舎のいたるところに木材が使用されており、エレベーターや手すりなどバリアフリーの設計がなされている。校内にはテニスコート、バッティング場等充実した部活動練習場などがある。
しかし、最近ホームページが更新されておらず、保護者からの不安もある。

## 沿革
- 昭和23年4月8日-創立

## 通学区域
糸満小学校指定通学区域及び糸満南小学校指定通学区域

## 著名な出身者
黒島結菜 - 女優